# Ban Ang
Ban Ang ist ein archäologischer Fundplatz in der Ebene der Tonkrüge, im Hochland von Laos.

## Grabungsgeschichte
Die ersten Grabungen fanden in den frühen dreißiger Jahren statt und wurden von der französischen Archäologin Madeleine Colani durchgeführt.

## Funde
Im Zentralbereich des Fundplatzes befindet sich ein Hügel, der eine Einäscherungsstelle mit zwei Gruppen von Gräbern enthält, die Steinkrüge aufweisen. Die kleinere Gruppe befindet sich auf einer erhöhten Stelle und wurde als Grabstelle für eine Führungsschicht interpretiert. Als Grabbeigaben wurden neben Kaurischnecken, Glocken aus Bronze und Armreifen und Messern auch Ringe aus Glas und Karneol gefunden. Pfeil- und Speerspitzen aus Eisen weisen auf ausgeprägte Jagdaktivitäten der Einwohner hin. Bronze wurde offenbar lokal gegossen, wie Überreste von Tongruben zeigen.